# Искандер Деста
Принц Искандер (Искиндер) Деста (амх. እስክንድር ደስታ, Éskéndér Dästa; 6 августа 1934, Аддис-Абеба , Эфиопская империя — 23 ноября 1974, Аддис-Абеба) — эфиопский военачальник, Контр-адмирал, заместитель командующего Императорским флотом Эфиопии (с 1958 до 1974).

## Биография
Член императорской семьи Эфиопии. Внук последнего императора Хайле Селассие, сын раса Деста Демтю, зятя императора и старшей дочери императора принцессы Тенагне Ворк. Его отец был командующим эфиопской императорской армией.
В 1935 году, вскоре после его рождения, императорская семья была вынуждена бежать от итальянского фашистского вторжения в ссылку. Отец его остался в стране, чтобы командовать императорскими войсками, сражавшимися на юге страны, был схвачен и казнён в 1937 году. Искандер получил образование в основном в Соединенном Королевстве. В 1948—1951 годах учился в Веллингтонском колледже, с 1952 года — в Британском королевском военно-морском колледже.
С 1954 года — заместитель командующего Императорским флотом Эфиопии.
В феврале 1974 года после военно-морского мятежа бежал и на несколько недель укрылся в Джибути, однако вскоре вернулся в страну.
После свержения императора Хайле Селассие 23 ноября в числе 60 бывших высокопоставленных чиновников правительства бывшего императора был арестован, доставлен в тюрьму, где был казнён без суда и следствия.
Расстрелян по приказу революционных властей страны.